# Baldwin (Nueva York)
Baldwin es un pueblo ubicado en el condado de Chemung en el estado estadounidense de Nueva York. En el año 2000 tenía una población de 853 habitantes y una densidad poblacional de 12.8 personas por km².

## Geografía
Baldwin se encuentra ubicado en las coordenadas 41°53′49.7″N 76°52′32″O / 41.897139, -76.87556.

## Demografía
Según la Oficina del Censo en 2000 los ingresos medios por hogar en la localidad eran de $39 219, y los ingresos medios por familia eran $42 250. Los hombres tenían unos ingresos medios de $31 424 frente a los $23 558 para las mujeres. La renta per cápita para la localidad era de $19 075. Alrededor del 9.2% de la población estaban por debajo del umbral de pobreza.